# Fernand Delarue
Pour les articles homonymes, voir Delarue.
Fernand Delarue, né le 31 décembre 1924 à Deûlémont (Nord) et mort le 13 septembre 1979 à Aubervilliers, est un essayiste français.

## Biographie
Il est connu pour son opposition à la vaccination. Ses livres ont été traduits en allemand et en anglais. Il a été président de la Ligue nationale pour la liberté des vaccinations de 1969 à 1979. Il a rédigé des essais avec sa femme, Simone Delarue.

## Publications
- L'intoxication vaccinale, éditions du Seuil, 1977  (ISBN 978-2-020-04732-6) ; trad. Impfungen, der unglaubliche Irrtum, Hirthammer F. Verlag GmbH, 2004  (ISBN 978-3-887-21085-4)
- Les nouveaux parias, édité par Ligue nationale pour la liberté des vaccinations, 1971
- Abolir la vaccination antivariolique, pourquoi ?, 1974

Avec Simone Delarue
- Où nous mènent les vaccinations à virus, 1981
- Le Tétanos : Carnet pratique, 3e éd, 1981
- Les Vaccinations n'ont pas fait régresser les épidémies, avec Simone Delarue, édité par Ligue nationale pour la liberté des vaccinations; 3e éd., (1982)
- La Rançon des vaccinations, avec Simone Delarue, 5e éd., (1982) ; trad. What Price Vaccinations?, Happiness Press, 1995,  (ISBN 978-0-916-50822-7)
- Les Vaccinations dans la vie quotidienne : Guide pratique  (ISBN 978-2-715-80326-8)
- Objection de conscience aux vaccinations, conférence, mai 1991
- Les menaces cachées des programmes de vaccinations, 1997
- Les campagnes de vaccinations systématiques de masse sont-elles compatibles avec une politique écologique de la santé ?, 1997